# Maria Murzeau
Maria Murzeau, née Maria Baillarger, est une résistante française, née en 1891 à Manthelan en Indre-et-Loire et morte en 1971. Elle aide de nombreuses personnes à passer la ligne de démarcation entre juillet 1940 et juin 1942, aidée par son mari et leurs enfants

## Biographie
Maria Murzeau nait le 20 mars 1891 à Manthelan. Elle est agricultrice. Maria Murzeau s'installe à partir de 1936 dans la ferme du « Franc Jeu », à Tauxigny, alors située à une douzaine de kilomètres de la ligne de démarcation. Son mari et ses huit enfants aident dans la ferme. L'exploitation est importante (130 ha) et produit élevage et céréales. Les allemands viennent souvent réquisitionner les denrées agricoles.

### L'engagement
Elle aide de nombreuses personnes à passer la ligne de démarcation entre juillet 1940 et juin 1942, aidée par son mari et leurs enfants. Elle fait ainsi transiter des dizaines de prisonniers de guerre, soldats alliés, Juifs, déserteurs allemands, réfractaires au STO, résistants… La ferme sert également de refuge provisoire aux clandestins, où ils sont nourris. Plusieurs fois par semaine, de nuit, Maria, accompagnée de l'une de ses filles, font passer en zone libre des groupes de 10 à 30 clandestins. L'aller retour fait environ 20 km et prend environ 6 heures. Le mot de passe choisi est « Le temps est clair »

### L'arrestation
Le 26 juin 1942, les douaniers allemands l’arrêtent. Elle effectue un passage heureusement seule, sans ses filles pour une fois. Elle a le temps d'avaler le message qu’elle transportait. Transférée à la prison de Tours, elle y restera 9 mois. Elle n'est pas déportée, notamment parce que les Murzeau fournissent les Allemands.
Après la guerre, le Général de Gaulle confirme par écrit l’ensemble des faits de résistance accomplis par Maria Murzeau.

## Distinctions et hommages
- Croix de guerre 1939–1945 avec palmes (1950)[3]
- Médaille de l'internement pour faits de Résistance

- Titre d'interné résistant (1963)[3]
- En 2019 la ville de Manthelan inaugure une plaque plaque située place de la Mémoire et portant la mention « Maria Murzeau 1891-1971 pour son aide au franchissement de la ligne de démarcation »[6]